# Klaus Burkhardt (Grafiker)
Klaus Burkhardt (* 31. März 1928 in Bürgel, Thüringen; † 4. Februar 2001 in Bad Wörishofen) war ein deutscher Grafiker, Typograf, Drucker und Grafikdesigner, bekannt für seine Plakatkunst.

## Leben und Werk
Im Jahr 1947 zog Klaus Burkhardt von Thüringen nach Stuttgart. Er machte eine Schriftsetzerlehre und absolvierte im Jahr 1952 seine Meisterprüfung für Typographie. Im Jahr 1958 war er Mitbegründer des Ateliers Rauls in Stuttgart. Das Atelier wurde später zur Galerie Rauls und dann zur Galerie Müller. Für die Galerie entwarf und druckte Burkhardt die Einladungsflyer und gestaltete die Öffentlichkeitsarbeit.
Nach 1958 war Klaus Burkhardt Lehrer für Typographie an der Grafischen Fachschule Stuttgart.
Seine erste Ausstellung von Ölbildern und Drucken hatte Klaus Burkhardt im Lesezimmer der Museumsgesellschaft Ulm im Jahr 1961.
Im Jahr 1964 wurden Arbeiten von Burkhardt auf der documenta III in Kassel in der Abteilung Grafik gezeigt.
Klaus Burkhardt betätigte sich am Anfang seiner künstlerischen Karriere auch kurzfristig als Maler. Als Grafiker hat er zahlreiche Plakate, Bücher und Druckschriften gestaltet. Er war als Drucker und auch einflussreich in der innovativen Schriftgestaltung tätig. Seine Arbeiten sind Teil zahlreicher privater und öffentlicher Sammlungen im In- und Ausland, unter anderem im Museum am Ostwall in Dortmund oder im Stedelijk Museum in Amsterdam.